# Renung
Renung – miejscowość i gmina we Francji, w regionie Nowa Akwitania, w departamencie Landy.
Według danych na rok 1990 gminę zamieszkiwały 443 osoby, a gęstość zaludnienia wynosiła 20 osób/km² (wśród 2290 gmin Akwitanii Renung plasuje się na 755. miejscu pod względem liczby ludności, natomiast pod względem powierzchni na miejscu 457.).